# Шиловские
Ши́ловские — древний дворянский род, происходящий из рязанских бояр. К этому роду принадлежал и граф Васильев-Шиловской.
При подаче документов (1686) для внесения рода в Бархатную книгу, была предоставлена родословная роспись Шиловских, грамота великого князя рязанского Василия Ивановича (1464—1482), родовое письмо Шиловских о выезде, службе и пожалования своих предков (1530—40-е года), царские грамоты (1554—1673).
Род записан в VI часть родословных книг Московской и Рязанской губерний.
Есть ещё несколько дворянских родов Шиловских, более позднего происхождения.

## Происхождение и история рода
Шиловские служили окольничими и воеводами у князей рязанских. В конце XVIII века представители рода стали производить себя от «цесарские державы мужа славна и честна и добра рода» Константина Шиловского, жившего якобы в начале XIII столетия. Сын его Александр Константинович, по родословной присказке новейшего времени, выехал (1243) вместе с братом своим Михаилом «из Цесари к польскому королю Лешку, а из Польши к великому князю киевскому Даниилу Романовичу», поставившему его якобы наместником львовским. Их дети, Михаил Константинович и Юрий Михайлович находились в Киеве и убиты в битве киевского князя Станислава с Гедимином, после чего предки Шиловских вместе с киевским князем бежали к рязанским князьям, где по дороге был убит Дмитрий Александрович - сын Александра Константиновича, а Казимир Михайлович перешёл на службу к польскому королю Ягелло.
Владели значительными поместьями на территории Шиловского района и Тамбовской губернии.

## Графы Васильевы-Шиловские
Высочайше утверждённым (28 февраля 1878) мнением государственного совета дозволено коллежскому асессору графу Алексею Васильеву передать свою фамилию, титул и герб своему зятю, дворянину Владимиру Шиловскому, которому впредь именоваться графом Васильевым-Шиловским. Копия с Высочайше утверждённого герба выдана (01 мая 1880) графу Владимиру Степановичу Васильеву-Шиловскому.

## Описание гербов

#### Герб Шиловских 1785 г.
В Гербовнике Анисима Титовича Князева 1785 года имеется изображение печати с гербом капитана артиллерии (1756), впоследствии подполковник, коллежского советника (1762), помещика Сапожковского и Спасского уездов Фёдора Даниловича Шиловского: в серебряном поле щита, золотая колонна на которой сидит серебряная птица. Позади колонны, скрещены два серых меча с золотыми рукоятками. Щит увенчан дворянской короной (дворянский шлем отсутствует). Цветовая гамма намёта не определена.

#### Герб. Часть XIII. № 17.
Герб графа Владимира Васильева-Шиловского: щит полурассечён и разделён с золотою главою. В ней взлетающий Императорский орёл. В первой части, в серебряном поле, зелёный лавровый венок, сопровождаемый по бокам двумя золотыми пчёлами. Во второй части, в золотом поле, зелёное грушевое дерево на зелёной возвышенности с серебряными плодами. В третьей части, в красном поле, серебряный столб, увенчанный чёрным парящим орлом. За столбом накрест золотой ключ бороздкой к правому верхнему углу и такой же меч остриём к левому верхнему углу. Над щитом графская корона с тремя графскими коронованными шлемами. Средний шлем коронован графской короной, правый - древнебаронской, левый - дворянской. Нашлемники: среднего - три страусовых пера, из коих среднее красное, а крайние - золотые.  Правый нашлемник - чёрное орлиное крыло. Левый нашлемник - правая рука в красном рукаве держит серебряный изогнутый меч с золотой рукояткой. Намёты: среднего шлема - зелёный с золотом, левого шлема - красный с золотом, правого шлема - чёрный с золотом. Щитодержатели: два золотых льва с повёрнутыми назад головами, красными глазами и языками.

## Родовое письмо Шиловских
В лето 6751 (1243) ис цесарския державы Римския страны мужи славены и добра рода Александер да Михалька Кастантевича Шиловские приехали х королю Лешку палскому, а в тее время княжащу в Киеве великому князю Данилу Романовичю. Тот же великий княз Данило Романовичь писася самодержцем Руские земли; сыну же своему Лву взя дочь короля венгерского. И слыша, что киевские князи храбрые и благочестию ревнители, и не восхоте жити у короля полского Лешка; покиня ма[ет]ности, приехали в Киев к Великому князю Данилу Романовичю и к сыну его князю Лву, а с ними челюдних 86 мужей; а наши и приняли радосно и удоволили честию великою и богатством.
А по смерти отца своего великого князя Данила Романовича великий князь Лев Даниловичь павеле заложити великий град и, создав, повеле назвати от своего имяни Лвов, Александра же Костентивича посади наместником во Львове, во владенья вда ему; Михаля же удержава при себе, в покои своем путе правил, а после великого князя Лва Даниловича в Киеве пребывая, владея даньем великого князя Лва Даниловича.
А приде войною в Киев велики князь литовский Гидимонт, а киевски князь Станислав с своими полки и князи встрете на реке Пирне, и на той реке от Гедимина побежден князь киевский Стонислав с своими силами; а Михалка и с сыном Юрьем на том бою убили. А князь киевски Станислав побеже к князю резанскому и потом сам князем, а бояр взял с собою Дмитра Александровича Шиловского да Василья Яковича Поляновского; а Михалков сын Казимер поиде х королю полскому Ягелу; на дароге Дмитро умре, а сына ево Владислова взял с собою; по великом князе Станиславе в княженьях резанских в чести пребывая Владислав и с сыном Александром, иде им татин рубль и пошлина.
У Олександра сын Тимош да Давыд. А не хадивши оне к муромским князем; данье им на владенье великих князей рязанских з бояры и с мужи владети даньем своим.
У Тимоша сын Ананъя; у Давыда два сына: Григорей, Прокофей. У великого князя Ивана Федоровича Григорей Давыдовичь околничей, с ним чашник ево великого князя Федор Юрьевича. У Григорья сын Василий Григорьевичь.
Так рек великий князь Иван Федоровичь: что есми изстарины дали прадеды наши великие князи две околиць, пять погостов, писано в ней триста семи слохоснаи полтара снаи еми заечные сто и шездесят веприя и зауков двесте семинаси з бортнымим (?) поземом и с озеры и с перевесники, с резанскими шездесят, с навинами и столнами са всеми пашенными; и то знают еси они ж, коим истарины и село Нерское и околицу вниз Оки реки по берегу, а в селе церковь Успения Пречистые, пределы Чюдотворце Микола да Катерина великая с вотчиною землею и с крестьяны, с пажнями по реке по Оке и по азера Бокина и Боровое, и азерки, и всякие рыбные ловли, и мыто, и перевоз, и перевес со вспуды и з бортною землею, и з бортники, и с лесом, и з звериным; и тех бортников, которые им даны, свободны им посылать и доход бортничей с них имать, а бортником великого князя знати свои угодья и озеры подселные всем еси власти из старины своим владеньем.
А за честь Ананьи Тимошевича, что ему велел великий князь быть в чинех зритель пути полком нат первых бояр и мужей, и Григорью Давыдовичю за его честь околицу бортную за Глебовским лесом на речке на Тынорде помесную и бортную землю и з бортники, деревню Первичи с угодьи и со крестьяны, да на речке Непложе деревня Тойдакова со крестьяны, и с земом, и с угодьи.
А хто к ним людей и крестьян придет вь их селы и околицы и в деревни жить за них изыных кнежени, а не из великого князя вотчины, и тем людем пришлым, по данью великого князя, не надобе его, великого князя, дань и тягость никоторая на десять лет; а волостели великого князя к ним в околицу не въеждают и крестьян их не замлют, ни ямщик, ни боровщик, ни бобровник, ни закосник, а поличное из них из аколицы к волостелю великого князя не идет, ни татин рубль, что учинитца в их околицы промеж людей их и крестьян, ин не вступит: ведают то их властели.
Писано с подлинные выезжей грамоты; рука и печать великого князя.
А чиновные грамоты взял Данила Тимофеев сын, а Угрим Шиловской с братом Григорьям список взял родовое письмо. Руку приложил Данило Шиловской.

## Известные представители
- Шиловский Владислав Дмитриевич - (IV колено) "был в числе у князя Станислава и у князей Рязанских и шло ему. с сыном Александром, татин рубль с полтинной".
- Шиловский Ананий Тимофеевич — "зритель пути" великого князя Ивана Фёдоровича Рязанского.
- Шиловский Григорий Давыдович — окольничий великого князя Ивана Фёдоровича Рязанского, ему с братом Прокофием жаловано село Нерское (впоследствии Шилово).
- Шиловские: Борис, Елисей, Иван, Григорий и Лука Угримовичи — рязанские дети боярские (1563).
- Шиловский Фёдор Яковлевич Первой († до 1629) — атаман (1623), помещик Московского и Рязанского уездов.
- Шиловские: Иван Григорьевич Четвёртый и Клементий-Любим Борисович — помещики Рязанского уезда (1629-1640).
- Шиловский Фёдор Четвёртого — московский дворянин (1676-1677).
- Шиловский Иван Фёдорович — стольник (1689-1692).
- Шиловский Артемий Фёдорович — стряпчий (1692), стольник (1694).
- Шиловский Даниил Иванович — помещик Ряжского, Михайловского и Рязанского уездов, воевода в Сапожке (1737)[7][11].
- Владимир Степанович Шиловский, женат на графине Анне Алексеевне Васильевой.
- Пётр Петрович Шиловский (1871—1957), сын члена Государственного совета, губернатор в Костроме.
- Евгений Александрович Шиловский (1889—1952), генерал-лейтенант советской армии, зять писателя А. Н. Толстого, известен тем, что жена Елена ушла от него к М. А. Булгакову и вдохновила его на создание образа Маргариты.